# ANO 2011

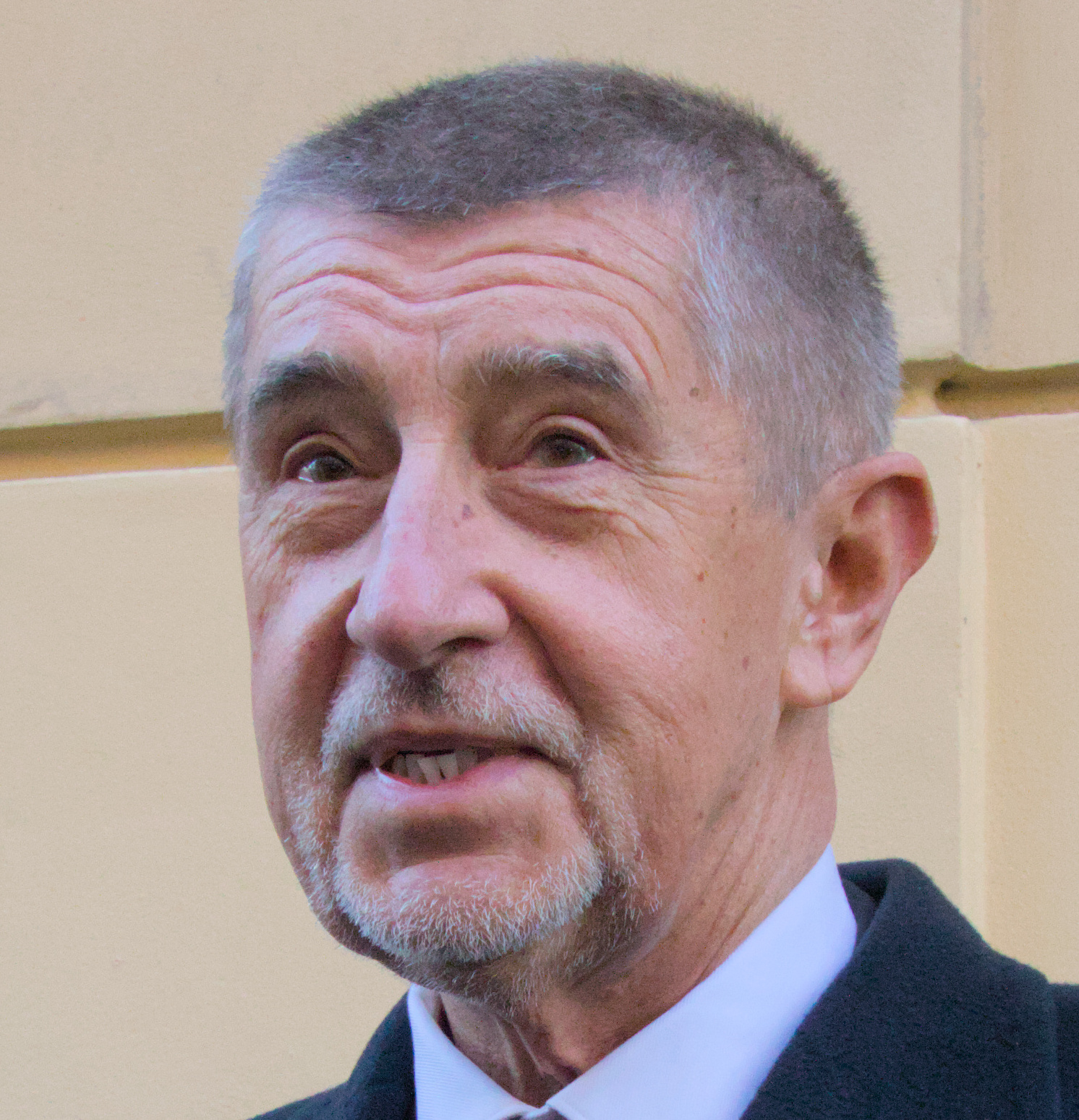
Andrej Babiš, partiledare och grundare

ANO 2011 (tjeckiska: Akce nespokojených občanů, direktöversatt till svenska: missnöjda medborgares åtgärd) är ett politiskt parti i Tjeckien bildat den 11 maj 2012 av affärsmannen Andrej Babiš, som senare blev landets premiärminister 2017–2021.
Partiets ideologi har förändrats över tiden, men partiet beskrivs vanligtvis som ett populistiskt och konservativt parti. Det var tidigare medlem i Alliansen liberaler och demokrater för Europa (ALDE) och dess Europaparlamentariker satt i Gruppen Renew Europe fram till Europaparlamentsvalet 2024, då partiet istället valde att ansluta sig till Gruppen Patrioter för Europa på högerkanten.